# Takkupa
Takkupa (eller vindskupa) kallas den del av taket som utbildas som ett fönster, dock inte i takets lutning som ett takfönster, utan som en egen byggnadsdel med ett vanligt, lodrätt stående fönster, samt ett eget tak och egna ytterväggar. 
Takkupan gör det möjligt att erhålla dagsljus till en vindsvåning med full ståhöjd innanför fönstret. En takkupa i kombination med en fönsterdörr kan även användas för att få tillgång till en balkong, takaltan eller liknande från en vindsvåning. En variant av takkupan är den indragna eller delvis indragna takkupan; den blir utseendemässigt mindre dominant och krävs oftast av myndigheter vid utbyggnad av vindar i innerstadsområden.
I Sveriges sydligaste landskap  är homeja benämningen på en mindre utbyggnad på tak som är försedd antingen med lucka eller fönster. Takkupa benämns också lukarn som då avser en cirkulär takkupa, eller som dekorativ öppning på exempelvis tornspira i gotisk arkitektur

## Exempel

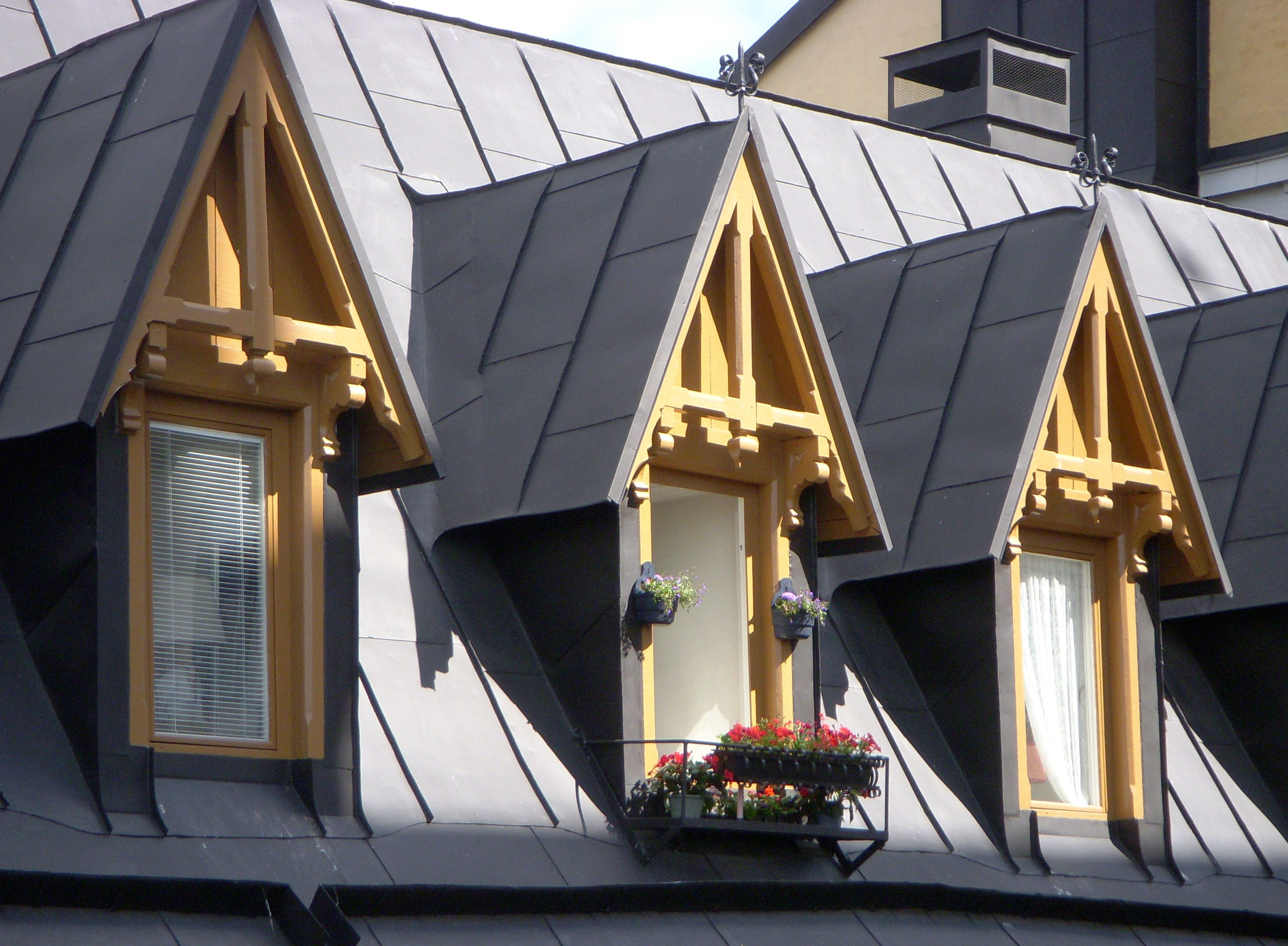
Takkupor på Tofflan 4, Stockholm
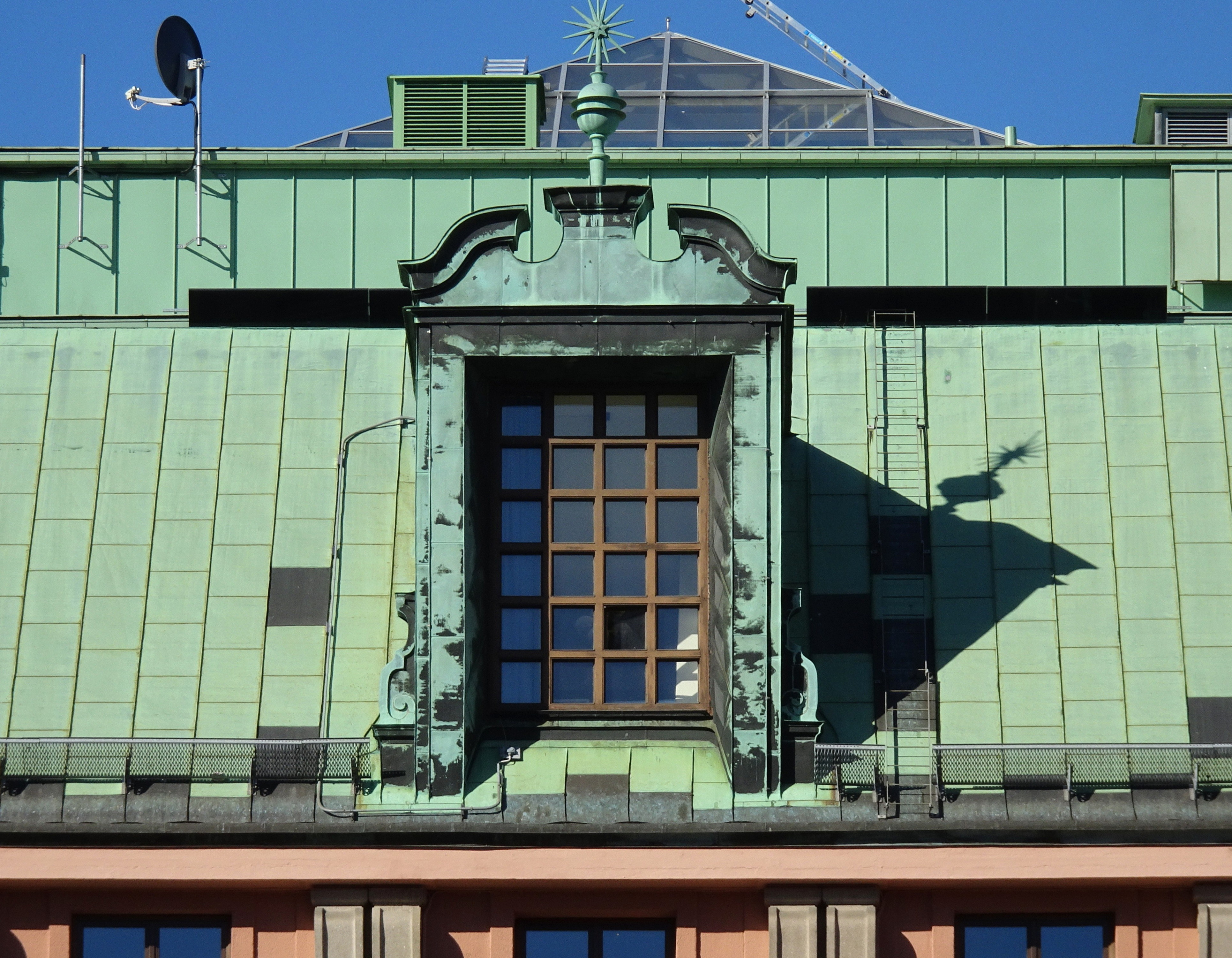
Takkupa på varuhuset PUB, Stockholm
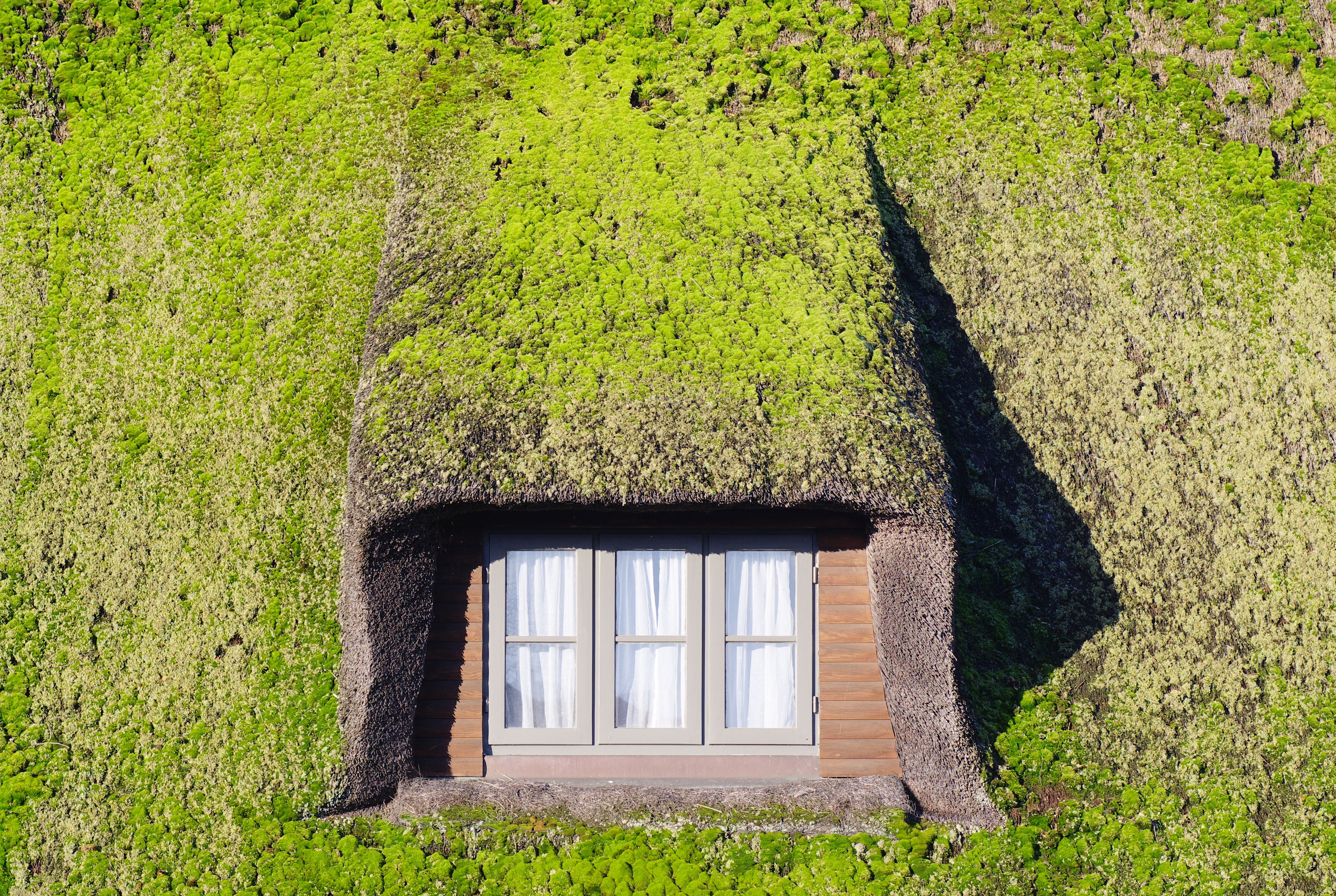
Takkupa i ett vasstak, Nordtyskland
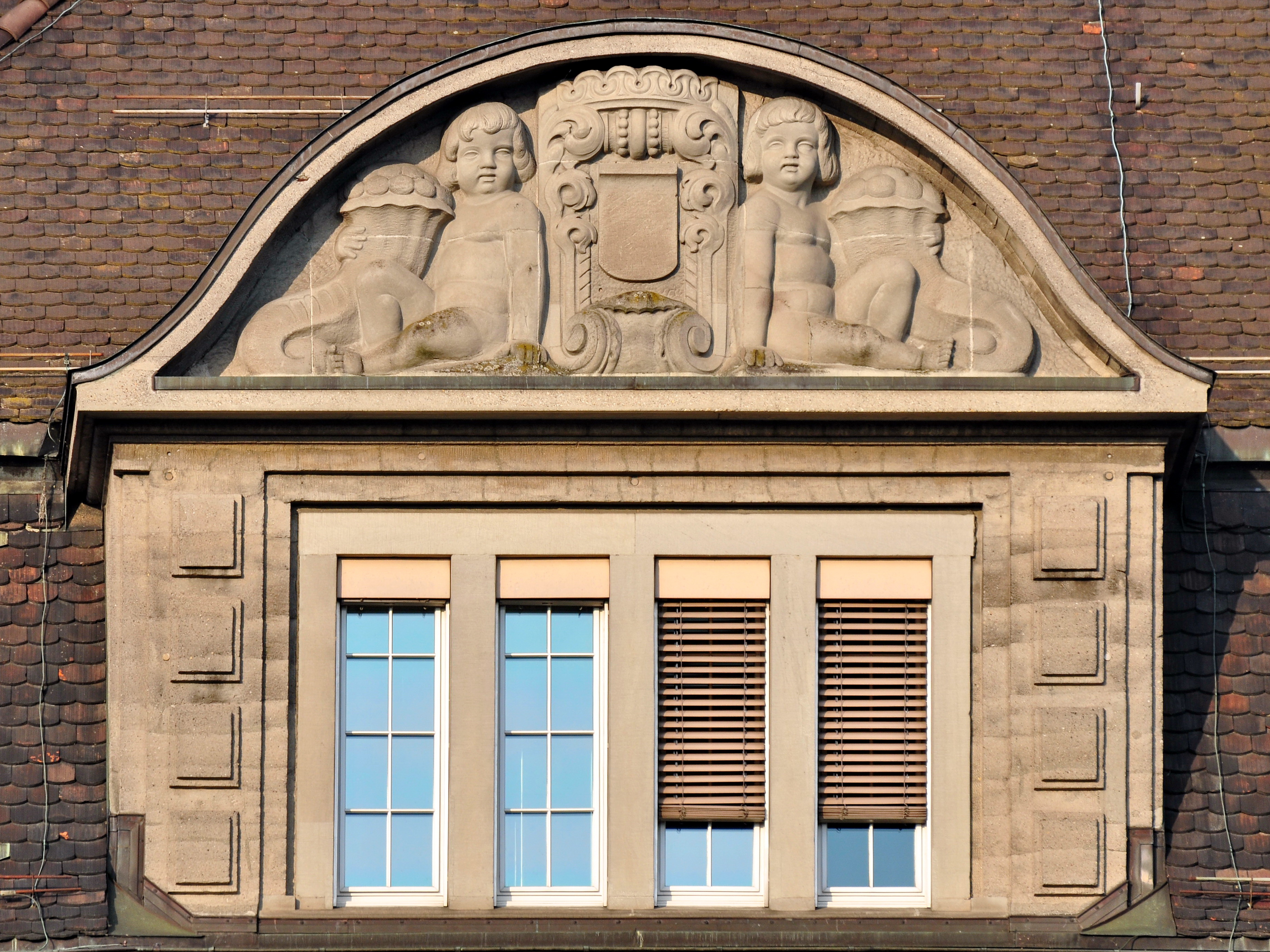
Takkupa i Zürich
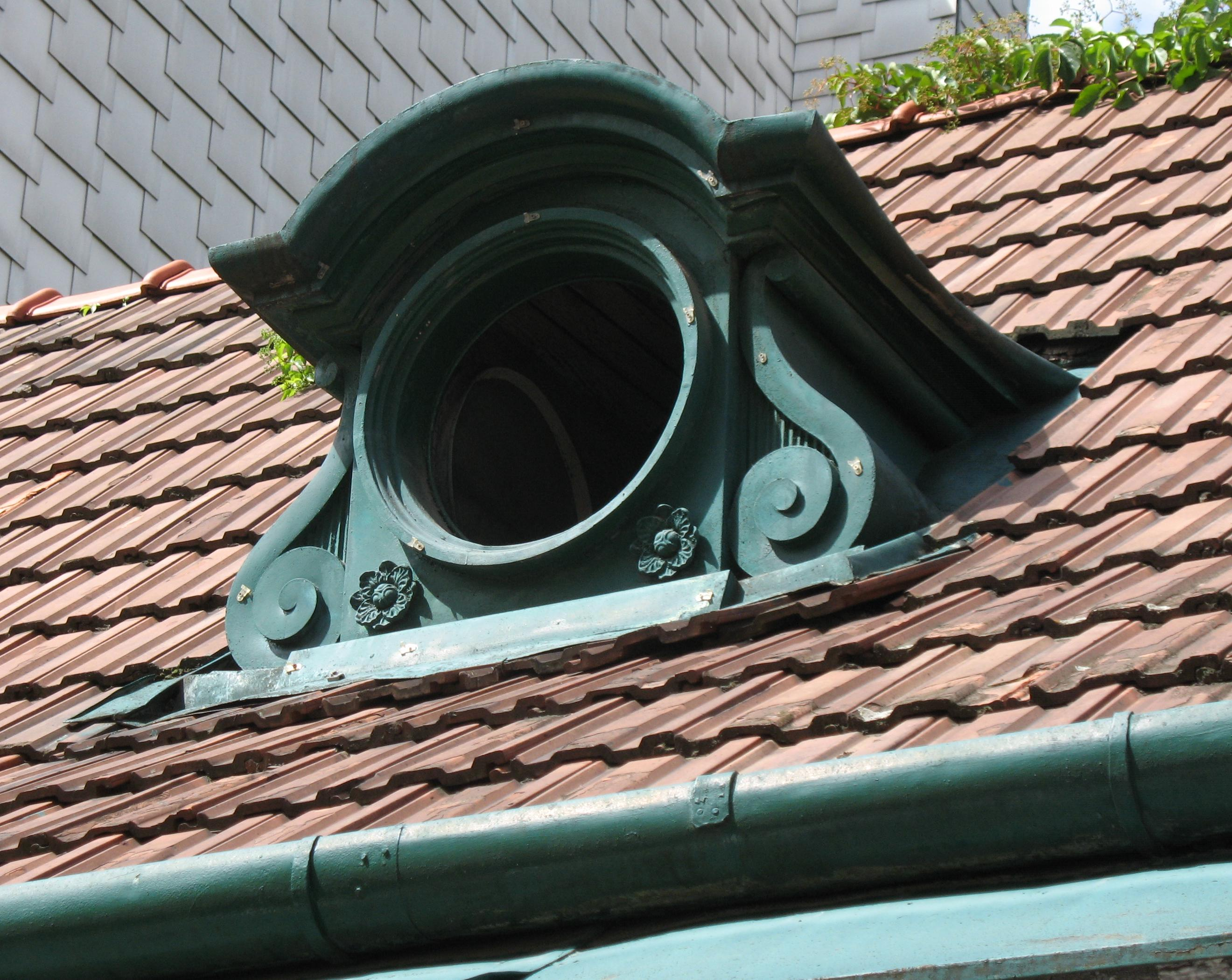
Rund takkupa i Wien, ett så kallat oxöga